# Aéroport de Cheongju
L'aéroport international de Cheongju (hangeul : 청주국제공항 ; hanja : 淸州國際空港 ; romanisation révisée : Cheongju Gukje Gonghang ; romanisation McCune-Reischauer : Ch'ŏngju Kukche Konghang) ((code IATA : CJJ • code OACI : RKTU) est un aéroport international de Cheongwon-gu en Corée du Sud. Il dessert les villes de Daejeon et Sejong. En 2011, l'aéroport accueillit 1 337 791 passagers. L'aéroport est aussi la base du 17e escadron des forces aériennes de Corée du Sud. Une gare située sur la ligne Chungbuk et portant le même nom que l'aéroport la jouxte.

## Situation
L'aéroport de Cheongju est situé dans la municipalité de Ipsang-ri, dans la ville de Naesu-eup (읍), dans le district de Cheongwon-gu, à Cheongju, Chungcheongbuk-do ; il est situé juste au nord de Cheongju. Une gare est située non loin de l'aéroport.
| \| 50 km1:8 448 000 \| Cheongju Daegu Busan · Gimhae Séoul · Gimpo Gunsan Gwangju Séoul · Incheon Jeju Muan Pohang Sachéon Ulsan Wonju Yangyang Yeosu |
| 50 km1:8 448 000 |

## Histoire
L'aéroport ouvrit en tant que base militaire en septembre 1978, et la construction de l'aéroport international démarra en 1984. La construction fut terminée en décembre 1996, et l'aéroport international de Cheongju ouvrit le 28 avril 1997. Pendant les années 1980, Cheongju fut sélectionné comme site potentiel pour l'aéroport international principal de Corée du Sud, avant qu'Incheon ne fut finalement retenu.

## Statistiques
Pour des raisons techniques, il est temporairement impossible d'afficher le graphique qui aurait dû être présenté ici.

Voir la requête brute et les sources sur Wikidata.

## Installations
Le parking de l'aéroport peut accueillir 1 100 véhicules ; il se situe en face du terminal des passagers.
L'aéroport peut accueillir chaque année 1,23 million de passagers pour les vols intérieurs, et 1,15 million de passagers pour les vols internationaux ; de plus, il peut y avoir 196 000 mouvements d'avion par an. Il y eut des vols vers Busan et Saipan, mais ils furent arrêtés à cause du faible taux de remplissage. De nos jours, on peut y prendre des vols intérieurs pour Jeju, et quelques vols internationaux vers la Chine, le Japon, Taïwan, et la Thaïlande.

## Compagnies et destinations
| Compagnies              | Destinations                                          |
| ----------------------- | ----------------------------------------------------- |
| Asiana Airlines         | Pékin-Capitale, Jeju                                  |
| China Southern Airlines | Yanji, Jeju                                           |
| Eastar Jet              | Osaka-Kansai, Yanji                                   |
| Jeju Air                | Jeju, Taïwan-Taoyuan En saison : Bangkok-Suvarnabhumi |
| Jin Air                 | Jeju En saison charter :' Taïwan-Taoyuan              |
| Korean Air              | Hangzhou-Xiaoshan, Jeju                               |
| Yakutia Airlines        | En saison : Khabarovsk, Vladivostok                   |

Édité le 14/04/2018

### Cargo
| Compagnies       | Destinations                                            |
| ---------------- | ------------------------------------------------------- |
| Korean Air Cargo | Atlanta, Seattle-Tacoma, Seoul-Incheon, Shanghai-Pudong |